# Castrillo de la Vega
Castrillo de la Vega település Spanyolországban, Burgos tartományban. Castrillo de la Vega Aranda de Duero, Campillo de Aranda, Haza, Hoyales de Roa és Villalba de Duero községekkel határos. Lakosainak száma 621 fő (2024).

## Népesség
A település népessége az utóbbi években az alábbiak szerint változott:
| Lakosok száma | 598  | 605  | 657  | 677  | 644  | 638  | 637  | 621  | 648  | 621  |
|               | 2001 | 2004 | 2006 | 2009 | 2011 | 2014 | 2016 | 2019 | 2021 | 2024 |